# George Boleyn
George Boleyn (Aylsham, 1503 körül – London, 1536. május 17.) angol nemesember, udvaronc, Boleyn Anna angol királyné öccse, VIII. Henrik király sógora, a későbbi I. Erzsébet királynő nagybátyja.

## Családja
Születési dátuma bizonytalan, vagy 1503 vagy 1504 áprilisa. Szülei Thomas Boleyn és Elizabeth Howard. Aylsham városában jött világra, a Blickling Hall-ban. 1525-ben vagy 1526 januárjában feleségül vette Henrik egyik rokonát, Jane Parkert. A házasságot inkább George apja szorgalmazta, hogy még szorosabban kötődhessen a királyi családhoz. A frigyre természetesen maga VIII. Henrik is áldását adta. Thomas Boleyn követként szolgált Henrik udvarában: diplomáciai üzeneteket közvetített az angol és a francia uralkodó között. George-nak két lánytestvére (Boleyn Anna és Boleyn Mária), s két fiútestvére is volt, Thomas és Henry, ez utóbbiak nem érték meg a felnőttkort. Szüleik 1498 és 1499 között köthettek házasságot, gyermekeik pedig 1500 és 1504 között születhettek, ezek szerint valószínű, hogy George volt az öt gyermek közül a legfiatalabb. George és testvérei Norfolk megyében születtek, ám gyermekkoruk nagy részét a kenti Hever kastélyban töltötték, családi birtokukon.

## VIII. Henrik környezetében
Folytatva a családi hagyományt, George is a politikai pályán próbálta ki magát mint diplomata, elvégre folyékonyan beszélt franciául, s egy kicsit olaszul és latinul is, azon kívül elbűvölő modora volt, intellektuális képességgel vegyítve. (Habár közeli ismerőse, a költő Thomas Wyatt szerint inkább túl fenn hordta az orrát, olykor arrogáns volt, ami másokban visszatetszést kelthetett.) Csupán 10 éves volt, mikor karácsonykor bemutatták őt a királyi udvarban VIII. Henriknek. Miután 1526-ban az angol király szemet vetett Boleyn Annára, George és édesapja gyorsan emelkedni kezdtek a társadalmi ranglétrán. Henrik Thomas Boleynt Wiltshire grófjává, George-ot pedig Rochford bárójává nevezte ki. 1529-ben volt az első hivatalos egyházi-bírósági tárgyalás Angliában, mely arról igyekezett dönteni, vajon érvényesnek tekinthető-e Aragóniai Katalin és Henrik házassága. A király mindenképpen válni szeretett volna, hogy nőül vehesse Annát, abban reménykedve, hogy következő asszonya végre képes lesz fiúörökössel ajándékozni meg őt. 1532-ben Henriknek sikerült megtörnie az angol főpapok merev elzárkózását attól, hogy elfogadják, a király, nem pedig a római pápa legyen az ország első számú vallási vezetője. Ezzel a lépéssel megalakult az ún. anglikán egyház, melynek feje VIII. Henrik lett, aki így már elegendő joggal és hatalommal rendelkezett ahhoz, hogy önhatalmúlag felbontassa előző házasságát.
Katalint örökre száműzte az udvarból, és elválasztotta lányuktól, Mária hercegnőtől is. Egy nyomorúságos, apró vidéki házba küldte az asszonyt, s megfosztotta őt minden királynéi jogától. Onnan kezdve új megszólítás járt Katalinnak: ő lett az özvegy walesi hercegné, elhunyt férje, Artúr walesi herceg révén.
1533. január 25-én Anna és Henrik egybekeltek, s még az év szeptemberében megszületett egyetlen életben maradt gyermekük, Erzsébet, a későbbi I. Erzsébet királynő. A kislány születését apja, a király újabb kudarcként élte meg, de azért reménykedett, hogy fia is születni fog Annától. Még 1533 karácsonyán ismét teherbe esett a királyné, ám néhány hónapos terhesség után elvetélt. A következő két évben még háromszor esett teherbe az asszony, abból kétszer ismét elvetélt, harmadszorra pedig túl korán indult be a szülés a kb. négy hónapos terhes Annánál. A gyermek végül is világra jött, ám életét már nem tudták megmenteni, szinte azonnal meghalt. (A korabeli feljegyzések szerint kisfiú lett volna a csecsemő, ám állítólag számos testi fogyatékosság volt látható rajta.)
1536. május 2-án Annát és George-ot felségárulás és vérfertőzés vádjával letartóztatták, s a Towerbe vetették őket. Habár a férfi és nővére is tagadta, hogy valaha is szeretők lettek volna, a május 15-i gyors kirakatper lefolytatása végeztével természetesen bűnösnek találták és halálra ítélték a királynét és Rochfordot báróját is.
George Boleynnel együtt még további öt udvaroncot (Mark Smeaton, Henry Norris, Francis Weston, William Brereton és Thomas Wyatt) fogtak perbe azzal a váddal, hogy intim kapcsolatuk volt Annával. Thomas Wyatt ellen nem volt annyi bizonyíték, hogy kivégezzék, ezért csak kis ideig tartották fogva, utána szabadon engedték.
1536. május 17-én George, Smeaton, Norris, Weston és Brereton hóhérbárd alá került, s lefejezték őket. Úgy volt, hogy Annát máglyán égetik el, ám a király végül „kegyesen” lefejezésre változtatta az ítéletet. Május 18-án lett volna Anna kivégzése, ám mivel a hóhért a franciaországi Calais-ból hívták Angliába, így egy nappal későbbre tették át az ítélet végrehajtását.

## George halála után
Apjukat, Thomast ugyancsak a Towerben tartották fogva, ám neki megkegyelmeztek, „csupán” száműzték az udvartól, címeit, földjeit, vagyonát pedig elkobozták. A király azt mondta, ha volt apósa még egyszer a szeme elé kerül, az életével fog fizetni érte.
Testvérük, Mária 1543. július 19-én, 44 évesen hunyt el, négy gyermek anyjaként, második férje oldalán. Kisemmizett, megszégyenített apjuk, Thomas 1539. március 12-én, 62 éves korában halt meg, anyjuk, Elizabeth pedig már 1538. április 3-án, 58 évesen távozott az élők sorából.
George özvegye, Lady Rochford 6 évig élt még Henrik udvarában, Jane Seymour, Klevei Anna, végül pedig Howard Katalin királyné főudvarhölgyeként, ám 1542 elején őt is perbe fogták a királynéval együtt, felségárulás gyanúja miatt. Lady Jane segédkezett abban, hogy Howard Katalin titokban találkozhasson szeretőjével, Thomas Culpeperrel, aki szintén az udvartartás tagjai közé tartozott. A királyné és Culpeper halálbüntetést kapott, ám volt egy törvény, miszerint elmebetegeket nem lehetett kivégezni, Lady Rochford pedig úgy látszott, tényleg megtébolyodott a Towerben töltött napok során. VIII. Henrik annyira tombolt a dühtől, hogy visszavonta ezt a rendelkezést, így már Lady Rochfordot is ki lehetett végezni.
1542. február 13-án úrnőjével együtt fejezték le az asszonyt. 36 évet élt. Thomas Culpepert és a királyné másik feltételezett szeretőjét, Francis Derehamet már 1541. december 10-én kivégezték.